# Épicentre (album)
Albums de M. Pokora
Pyramide
(2019) Adrénaline
(2025)
Singles
1. Qui on est
Sortie : 30 août 2022
2. Déjà volé
Sortie : 18 novembre 2022
3. Se mélanger
Sortie : 3 mars 2023
4. Parce que c'est toi
Sortie : 23 juin 2023

Épicentre est le neuvième album studio du chanteur français M. Pokora, sorti le 4 novembre 2022.

## Tracklist
| No  | Titre                                   | Durée |
| --- | --------------------------------------- | ----- |
| 1.  | La nuit est à nous                      | 3:05  |
| 2.  | Qui on est                              | 3:15  |
| 3.  | Frères d'armes                          | 2:49  |
| 4.  | Si je dois                              | 2:29  |
| 5.  | Un ange est parmi les hommes            | 2:29  |
| 6.  | Déjà volé                               | 2:17  |
| 7.  | Fahrenheit                              | 3:18  |
| 8.  | Déshumanisé                             | 2:45  |
| 9.  | RIP                                     | 2:25  |
| 10. | Rien d'impossible                       | 3:46  |
| 11. | On s'reverra                            | 2:42  |
| 12. | À travers l'écran                       | 2:24  |
| 13. | Se mélanger                             | 2:34  |
| 14. | En chantant                             | 2:59  |
| 15. | Avant vous                              | 2:27  |
| 16. | J'aurais vécu Bonus                     | 3:00  |
| 17. | Parce que c'est toi Bonus               | 2:46  |
| 18. | Parce que c'est toi (New Mix Pop) Bonus | 2:50  |

## Clips vidéos
- Qui on est : 30 août 2022
- Déjà volé : 18 novembre 2022
- Se mélanger : 3 mars 2023
- Parce que c'est toi : 23 juin 2023

## Certification
| Pays          | Certifications |
| ------------- | -------------- |
| France (SNEP) | Or             |